# 騶郢
騶 郢（すう えい、? - 紀元前135年）は、漢代の閩越の君主。姓は騶、名は郢。
紀元前138年、閩越の軍が東甌を包囲した。東甌は漢の武帝に救援を求めた。武帝は中大夫の荘助を派遣することとし、荘助は会稽郡の兵を徴発して救援に向かった。漢の援軍がやってくる前に、閩越軍は包囲を解いて撤退した。なお東甌は武帝に請願して国を挙げて長江と淮水のあいだに移住することとなった。
紀元前135年、騶郢は軍を発して南越国を攻撃した。南越王趙眜は漢との協約を守って、兵を発して迎撃に出ることをせず、長安に報告した。漢の武帝は大行の王恢を豫章から進軍させ、大農の韓安国を会稽から進軍させた。閩越王騶郢は軍を発して要害を守らせ、漢軍を迎撃しようとした。騶郢の弟の騶余善は、大臣や一族たちと謀って騶郢を殺害し、その首級を王恢のもとに届けて降伏した。